# Around the World (chanson de Daft Punk)
Pour les articles homonymes, voir Around the World.
Singles de Daft Punk
Indo Silver Club
(1996) Burnin'
(1997)
Pistes de Homework
Fresh
(06) Rollin' and Scratchin'
(08)
Around the World est un morceau du groupe français de musique électronique Daft Punk. Apparu sur le premier album du duo, Homework, en 1997, il a fait l'objet d'un single la même année. Il a par la suite connu un grand succès en club à travers le monde, arrivant à la première place dans certains classements. Around the World est connu pour la répétition de son titre pendant le morceau, ainsi que pour son clip décalé réalisé par Michel Gondry.

## Composition
Around the World est construit autour d'une ligne de basse et d'une voix synthétisée à la talkbox chantant Around the World de façon plus ou moins continue. La phrase est prononcée 144 fois dans la version album de la chanson et 80 fois dans l'édition destinée à la radio.

## Clip vidéo
Le clip d'Around the World a été réalisé par Michel Gondry. Il présente des robots marchant en rond sur une plate-forme (représentant un disque vinyle), des athlètes montant et descendant des escaliers, des disco girls (selon les propres mots de Gondry) montant et descendant un autre jeu d'escaliers, des squelettes dansant au centre de la plate-forme et des momies dansant au rythme de la ligne rythmique de la chanson. Cet ensemble est censé être une représentation visuelle de la chanson ; les différents personnages représentent un instrument (ou une piste) spécifique. Selon Gondry, les robots correspondent à la voix chantée, le physique et le caractère masculin des athlètes symbolisent la ligne de basse ascendante ou descendante, la féminité des nageuses synchronisées représentent le clavier, les squelettes servent pour les guitares et les momies pour la boîte à rythme.
Around the World est la première tentative de Gondry d'introduire des danses organisées dans ses vidéos. De l'aveu de Gondry, il s'agissait pour lui d'aller à l'encontre des chorégraphies de clips, qu'il percevait comme maltraitées et reléguées à l'état de bouche-trou, et de ne pas utiliser de gros plan, incompatible selon lui avec l'idée de chorégraphie. La séquence, initialement conçue par Gondry, fut ensuite développée par la cheffe chorégraphe Blanca Li. Les costumes furent dessinés par Florence Fontaine, ancienne compagne de Gondry. Les lumières furent opérées par son frère, Olivier "Twist" Gondry. Comme l'a précisé Michel Gondry, « au bout du compte, ce fut une affaire de famille ». Des éléments de ce clip ont été répliqués dans celui de Rain Down Love du duo britannique Freemasons.

## Liste des pistes
- 12" single

1. Around the World (Radio Edit) — 3:11
2. Around the World (Tee's Frozen Sun Mix) — 7:56
3. Around the World (Motorbass Vice Mix) — 6:39
4. Around the World (Album Version) — 7:07

- CD single

1. Around the World (Radio Edit) — 3:59
2. Around the World (Album Version) — 7:07
3. Teachers (Extended Mix) — 5:51
4. Around the World (Motorbass Vice Mix) — 6:39

- CD maxi single

1. Around The World (Radio Edit) — 3:59
2. Around The World (LP Version) — 7:07
3. Teachers (Extended Mix) — 5:51
4. Around The World (Motorbass Vice Mix) — 6:39

## Reprise
Le morceau a été adapté et repris au piano par Maxence Cyrin sur l'album Novö Piano.

## Classements et certifications
| Classement (1997)                               | Meilleure position |
| ----------------------------------------------- | ------------------ |
| Allemagne (Media Control AG)                    | 16                 |
| Australie (ARIA)                                | 11                 |
| Autriche (Ö3 Austria Top 40)                    | 15                 |
| Belgique (Flandre Ultratip 100)                 | 4                  |
| Belgique (Flandre Ultratop 50 Singles)          | 15                 |
| Belgique (Flandre VRT Top 30)                   | 15                 |
| Belgique (Wallonie Ultratop 50 Singles)         | 4                  |
| Canada (RPM 100 Singles)                        | 24                 |
| Canada (RPM Dance)                              | 1                  |
| États-Unis (Billboard Hot 100)                  | 61                 |
| États-Unis (Hot Dance Club Play)                | 1                  |
| États-Unis (Hot Dance Music/Maxi-Singles Sales) | 12                 |
| Finlande (Suomen virallinen lista)              | 9                  |
| France (SNEP)                                   | 5                  |
| Irlande (IRMA)                                  | 8                  |
| Italie (FIMI)                                   | 1                  |
| Norvège (VG-lista)                              | 20                 |
| Pays-Bas (Nederlandse Top 40)                   | 21                 |
| Pays-Bas (Single Top 100)                       | 28                 |
| Royaume-Uni (UK Singles Chart)                  | 5                  |
| Suède (Sverigetopplistan)                       | 20                 |
| Suisse (Schweizer Hitparade)                    | 14                 |

| Classement (2007)                     | Meilleure position |
| ------------------------------------- | ------------------ |
| Canada (Hot Canadian Digital Singles) | 70                 |

| Classement (2009)                         | Meilleure position |
| ----------------------------------------- | ------------------ |
| Belgique (Flandre Back Catalogue Singles) | 17                 |

| Classement (2012) | Meilleure position |
| ----------------- | ------------------ |
| France (SNEP)     | 181                |

| Classement (2013)                          | Meilleure position |
| ------------------------------------------ | ------------------ |
| Belgique (Wallonie Back Catalogue Singles) | 29                 |
| France (SNEP)                              | 95                 |
| Royaume-Uni (UK Singles Chart)             | 58                 |

| Classement (1997)                | Position |
| -------------------------------- | -------- |
| Australie (ARIA)                 | 70       |
| Belgique (Flandre Ultratop 50)   | 85       |
| Belgique (Wallonie Ultratop 50)  | 55       |
| Canada (RPM Top 50 Dance Tracks) | 23       |
| France (SNEP)                    | 40       |
| Italie (FIMI)                    | 3        |

| Pays          | Certification | Date | Ventes  |
| ------------- | ------------- | ---- | ------- |
| France (SNEP) | Argent        | 1997 | 200 000 |